# Walter Motz
Walter Motz (ur. 22 marca 1909 w Steinbach) – niemiecki biegacz narciarski reprezentujący III Rzeszę, srebrny medalista mistrzostw świata.

## Kariera
Igrzyska olimpijskie w Garmisch-Partenkirchen w 1936 roku były pierwszymi i zarazem ostatnimi w jego karierze. W swoim jedynym występie na tych igrzyskach, w biegu na 18 km technika klasyczną zajął 18. miejsce.
W 1933 roku wystartował na mistrzostwach świata w Innsbrucku zajmując czwarte miejsce w sztafecie. Największy sukces w swojej karierze osiągnął podczas mistrzostw świata w Sollefteå w 1934 roku, gdzie wspólnie z Josefem Schreinerem, Willym Bognerem i Herbertem Leupoldem wywalczył srebrny medal w sztafecie 4 × 10 km. Rok później, na mistrzostwach świata w Wysokich Tatrach wraz z kolegami z reprezentacji po raz kolejny zajął czwarte miejsce w sztafecie.

## Osiągnięcia

### Igrzyska olimpijskie
| Miejsce | Dzień     | Rok  | Miejscowość            | Konkurencja             | Wynik   | Strata | Zwycięzca    |
| ------- | --------- | ---- | ---------------------- | ----------------------- | ------- | ------ | ------------ |
| 18.     | 12 lutego | 1936 | Garmisch-Partenkirchen | 18 km stylem klasycznym | 1:14:38 | +6:42  | Erik Larsson |

### Mistrzostwa świata
| Miejsce | Dzień     | Rok  | Miejscowość  | Konkurencja             | Czas biegu | Strata | Zwycięzca         |
| ------- | --------- | ---- | ------------ | ----------------------- | ---------- | ------ | ----------------- |
| 29.     | 10 lutego | 1933 | Innsbruck    | 18 km stylem klasycznym | 1:02:11    | +07:41 | Nils-Joel Englund |
| 4.      | 12 lutego | 1933 | Innsbruck    | Sztafeta 4 × 10 km      | 2:49:00    | +9:00  | Szwecja           |
| 59.     | 22 lutego | 1934 | Sollefteå    | 18 km stylem klasycznym | 1:04:29    | ?      | Sulo Nurmela      |
| 2.      | 25 lutego | 1934 | Sollefteå    | Sztafeta 4 × 10 km      | 2:40:28    | +10:55 | Finlandia         |
| 7.      | 15 lutego | 1935 | Vysoké Tatry | 18 km stylem klasycznym | 1:27:50    | +5:50  | Klaes Karppinen   |
| 4.      | 18 lutego | 1935 | Vysoké Tatry | Sztafeta 4 × 10 km      | 2:42:30    | +8:04  | Finlandia         |